# Sleutelprikkel
Een sleutelprikkel is een prikkel die telkens dezelfde reactie geeft. Een goede, versterkte sleutelprikkel wordt een supranormale sleutelprikkel genoemd.

## Uitwendige prikkels
Als de telefoon gaat, werken deze (ter voorbeeld) zo:
- De telefoon rinkelt, dit is een uitwendige prikkel, deze komt binnen door het oor. Het oor zet de prikkel om in een impuls. Deze gaat langs de zenuwen naar de hersenen. De hersenen ontvangen de impuls, reageren gelijk en sturen een prikkel door de zenuw naar de armspier, de arm beweegt en pakt de telefoon op.

Belangrijk:
- Prikkels worden door zintuigen omgezet in impulsen.
- Deze impulsen worden langs de zenuwen naar de hersenen gebracht.
- De hersenen krijgen miljoenen prikkels per dag en kiezen alleen de belangrijkste uit en reageren hierop.
- De hersenen sturen een reactie naar een spier.
- De spieren reageren.

## Inwendige prikkels
Inwendige prikkels:
Bij pijn werken deze (ter voorbeeld) zo:
- Een hand wordt in het vuur gestoken. Er ontstaat een inwendige prikkel van de pijnzintuigen. Deze worden omgezet in impulsen, deze gaan langs de zenuwen naar het ruggenmerg en dit reageert met een impuls die naar de handspier wordt gestuurd. De hand wordt in een reflex uit het vuur getrokken.

Belangrijk.
- Een inwendige prikkel is nooit alleen inwendig. Je moet uitwendig iets uitvoeren om de prikkel te verwerken
- Honger ontstaat inwendig zonder een uitwendige prikkel.
- Ook de drang om voort te planten is vaak alleen inwendig.
- Pijnprikkels worden altijd als eerst geregistreerd. Daarom voel je ook altijd pijn.